# ウィンザー (コロラド州)
ウィンザー（Windsor）は、アメリカ合衆国コロラド州のウェルド郡にある町。人口は3万2716人（2020年）。州都デンバーの北90キロメートルに位置している。市域の一部はラリマー郡に入っている。

## 歴史
1882年、鉄道の開業に合わせて測量が行われ農地が分譲された。ドイツ系ロシア人が集団入植し甜菜畑を開拓した。肥沃な土壌と高い労働意欲に支えられ農業生産は順調に推移した。1890年に法人化し「ウィンザー町」が誕生した。1903年に甜菜を加工して砂糖を製造する工場が稼働開始した。
近年ではウィンザーの産業と民族構成は多様化してきている。デンバーからかなり離れているため近隣の都市で働く住民が多い。

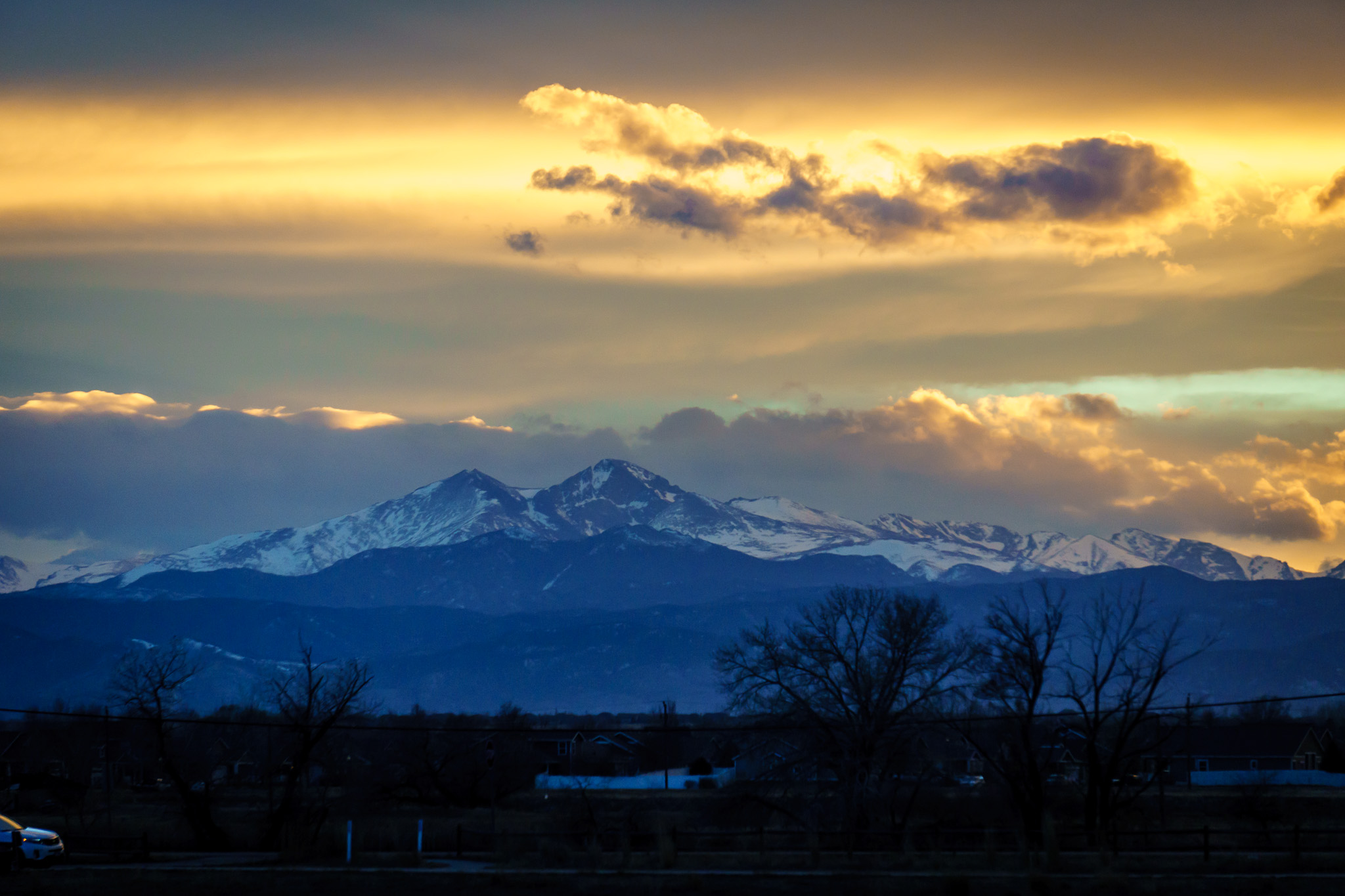
ロングズ峰 遠望

## 関係者
- ジーン・ベスキー・エルシュテイン：政治学者